# František Doms
František Doms (9. listopadu 1867 Praha – 17. února 1950 Praha) byl český elektrotechnik, podnikatel a průmyslník, viceprezident pražského závodu Hekaphon, posléze spolumajitel firmy Standard Electrics Doms & Spol. v pražských Vršovicích, která se zaměřovala na prodej, opravu výrobu telefonů a telegrafů, stejně jako na stavbu telefonních a telegrafních sítí.

## Život

### Mládí
Narodil se v Praze. Okolo roku 1903 byl zástupcem majitelky firmy Allmer & Zöllinger, (vdovy po Hanuši Juliovi Allmerovi), sídlící v pražských Bubnech, která se zabývala stavbou a opravami telefonů a telegrafů. Ve stejné době působila v oboru spojařské techniky také pražská filiálka vídeňské firmy Czeja, Nissl & Co., prvního výrobce svého druhu v Rakousku-Uhersku, později přetvořená v akciovou společnost.

### Po vzniku ČSR
Po vzniku Československa roku 1918 byla roku 1920 založena nová společnost Hekaphon, továrna na telefony a telegrafy, dříve Czeja, Nissl & Co. a. s., jejímž viceprezidentem se stal František Doms. Sídlila v pražských Vršovicích, v pozdější Sámově ulici 8, kde vlastnila výrobní továrnu. V roce 1924 byla přejmenována na Technická komanditní společnost - Domy a spol., Továrna na telefony Praha XIII.

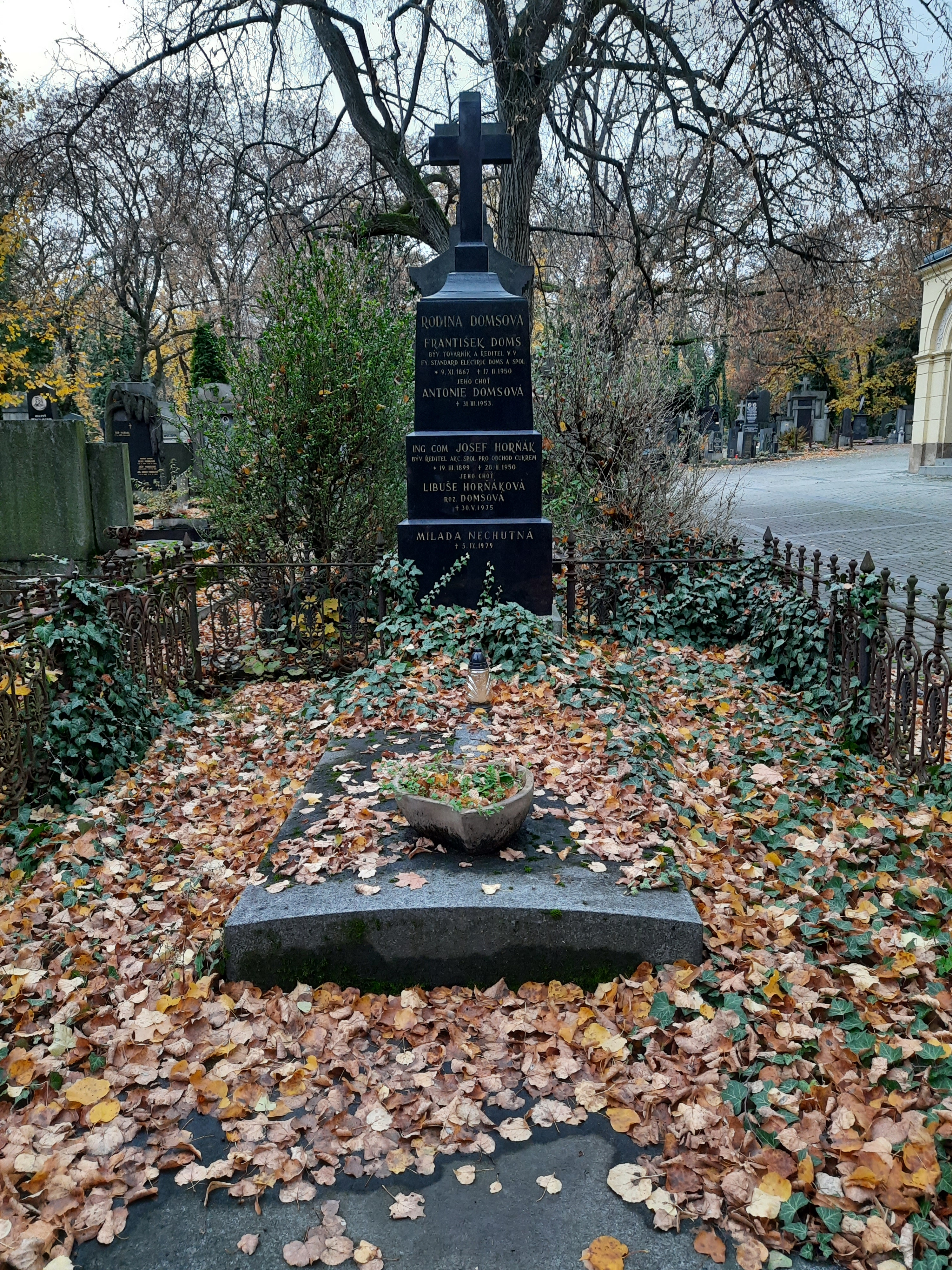
Hrobka rodiny Františka Domse na hřbitově Malvazinky na Smíchově

Roku 1927 do firmy vstoupila evropská pobočka americké společnosti International Standard Electrics, vlastněná firmou Telephone and Telegraph (ITT), a změnila název na Standard Electrics Doms & Spol.. Jejich produkty byly částečně dováženy od mateřské společnosti, společnost montovala a poskytovala servis zařízení pro velké vysílací stanice, později také pro vlakové signalizační a telegrafní systémy. Počet zaměstnanců se v době největšího rozmachu pohyboval okolo 160 zaměstnanců a firma se stala jedním z hlavních výrobců spojovací techniky v meziválečném Československu. Podílela se mimo jiné na technologickém vybavení Městské telefonní ústředny na Žižkově , postavené v letech 1921–1926.
Během druhé světové války byla společnost pod německou jurisdikcí. Po únoru 1948 byla firma znárodněna a roku 1949 se stala součástí Tesly Strašnice.

### Úmrtí
František Doms zemřel 17. února 1950 v Praze ve věku 82 let a byl pohřben v rodinné hrobce na hřbitově Malvazinky, spolu s manželkou a dcerami.

### Rodinný život
František Doms se roku 1894 oženil s Antonií Domsovou, rozenou Rajdlovou, se kterou počali dcery Libuši a Miladu.